# Гаруспік

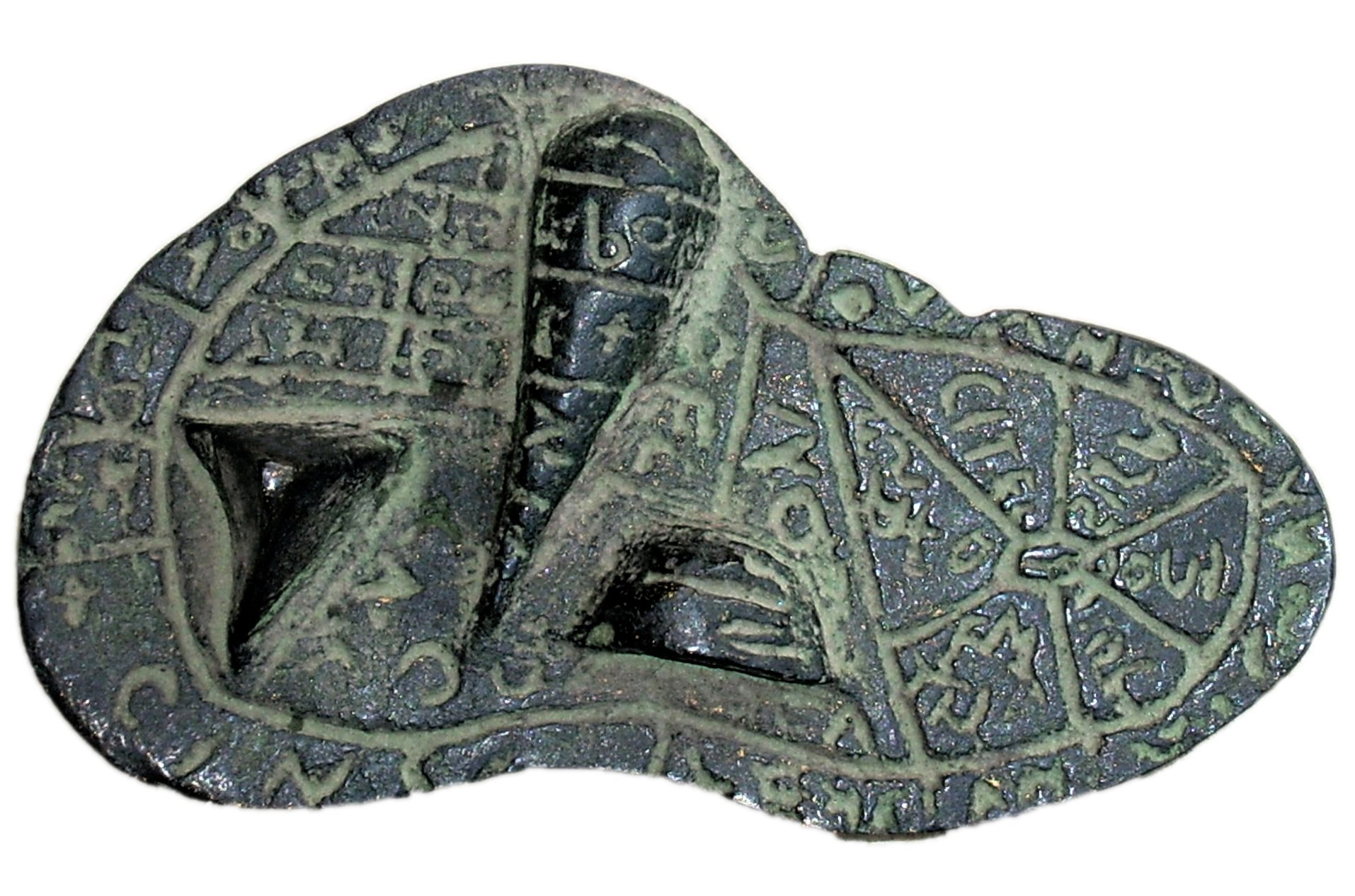
Бронзова модель печінки вівці знайдена недалеко від П'яченци.

Гаруспік (лат. haruspex, від hirae (етруською — harus — кишки, нутрощі і етруською — specio — спостерігаю) — жрець у Стародавній Етрурії і пізніше у Стародавньому Римі, який ворожить на нутрощах жертовних тварин, особливо — печінці, й тлумачить явища природи (політ птахів, грім, блискавку тощо).
Найкращими гаруспіками у Римі  вважалися етруски, від яких, власне, було запозичено цей вид ворожіння — гаруспіції. Останній римський гаруспік згадується у 408 році, коли під час облоги міста готами на чолі з Аларіхом він пропонував римлянам свої послуги.
Багато греків, а не самі жерці, розбиралися в цих ворожіннях і були присутні при розтині печінки.
Найважливішою жертовною твариною був чорний баран чи, за відсутністю його, вівця. Всі моделі печінки, що дійшли до нас, відповідають розмірам та формам цієї тварини. Крім печінки використовувалися й інші органи: серце (тільки з III століття до нашої ери), легені, товста кишка і, можливо, селезінка, але печінка так і залишалася основним органом для віщування. Поганим знаком була будь-яка ненормальна будова печінки, а також її відсутність або невеликий розмір органу.
Згідно з бронзовою печінкою з П'яченця, конкретні зони органу були призначені для конкретного божества, де шукалися аномалії або паразити. Критерії оцінки (колір, форма, розмір, симетрія, консистенція, мембрани, нарости, аномалії жовчного міхура та інш.) були складними і відповідали загальної системи космосу.
Осягаючи премудрості віщунства, майбутні провісники навчалися за теракотовими моделями. Мабуть, через те, що люди здебільшого користуються правою рукою, права сторона органу пов'язувалася з удачею, а ліва — з прийдешніми зривами, провалами та невдачами. Щоб прогноз був найбільш повним, потрібно було розглянути обидві сторони.
У давнину пророцтво майбутнього за нутрощами тварин стало невід'ємною частиною прийняття державних рішень. Так, наприклад, ворожили напередодні закладання храмів і палаців, перед вступом у війну, призначенням чиновників і як безпеку перед урочистими виходами царя.